# Sriti Jha
Sriti Jha (sinh ngày 26 tháng 2 năm 1986) là một nữ diễn viên Ấn Độ, xuất hiện trong nhiều bộ phim truyền hình Ấn Độ. Cô bắt đầu sự nghiệp với vai Malini Sharma trong một bộ phim truyền hình dành cho thiếu niên Dhoom Machao Dhoom của Disney India. Jha nổi lên từ bộ phim Jyoti trong vai Sudha Sharma. Hiện tại, cô đang đóng vai chính Pragya Abhishek Mehra trong Giấc mơ thiên đường.
Cô hoàn thành việc học tập tại một ngôi trường ở Khathmandu (Nepal) và sau đó nhập học tại trường công lập Laxman, Delhi. Jhalli, Titu là những cái tên Jha được gia đình thân mật gọi. Sự nghiệp đã cho Jha rất nhiều biệt danh như Chashmish, Mũm Mĩm, Hawa Hawaai, Mụ phù thủy độc ác,... Nhưng Jha có cái tên thú vị nhất trên Instagram của cô là Paagal Aurat.

## Chương trình truyền hình
| Năm           | Chương trình truyền hình             | Vai diễn                              | Kênh truyền hình |
| ------------- | ------------------------------------ | ------------------------------------- | ---------------- |
| 2006–2008     | Dhoom Machaao Dhoom                  | Malini Sharma                         | Disney India     |
| 2007–2008     | Jiya Jale                            | Sunaina Kotak                         | 9X Media         |
| 2008          | Nachle Ve with Saroj Khan            |                                       | NDTV Imagine     |
| 2009          | Shaurya Aur Suhani                   | Suhani                                | Star Plus        |
| 2009–2010     | Jyoti                                | Sudha / Devika                        | NDTV Imagine     |
| 2010          | Meethi Choori No 1                   | Tham gia vào tập cuối                 | NDTV Imagine     |
| 2010–2011     | Rakt Sambandh                        | Sandhya                               | NDTV Imagine     |
| 2011–2013     | Dil Se Di Dua... Saubhagyavati Bhava | Jhanvi Dobriyal / Sia Raghavendra     | Life OK          |
| 2013          | Cô dâu 8 tuổi                        | Ganga Ratan Singh/Ganga Jagdish Singh | Colors TV        |
| 2014-hiện tại | Giấc mơ thiên đường                  | Pragya Abhishek Mehra/Munni           | Zee TV           |
| 2015          | Nach Baliye 7                        | Khách mời                             | Star Plus        |
| 2015          | Bad Company                          | Khách mời                             | Zing             |
| 2016          | Xà nữ báo thù                        | Dẫn chuyện cho tập đầu tiên           | Colors TV        |
| 2017-hiện tại | Kundali Bhagya                       | Pragya Arora Mehra/Munni              | Zee TV           |

## Giải thưởng
| Năm  | Giải thưởng                         | Danh mục                                    | Phim truyền hình    | Kết quả   | Nguồn  |
| ---- | ----------------------------------- | ------------------------------------------- | ------------------- | --------- | ------ |
| 2014 | Zee Rishtey Awards                  | Popular Face Female                         | Giấc mơ thiên đường | Đoạt giải | [ 5 ]  |
| 2014 | Zee Rishtey Awards                  | Favourite Beti                              | Giấc mơ thiên đường | Đoạt giải | [ 6 ]  |
| 2015 | Indian Telly Awards                 | Best Actress in a Lead Role                 | Giấc mơ thiên đường | Đoạt giải | [ 7 ]  |
| 2015 | Indian Telly Awards                 | Best Onscreen Couple cùng Shabbir Ahluwalia | Giấc mơ thiên đường | Đoạt giải |        |
| 2015 | Zee Rishtey Awards                  | Favourite Pati-Patni cùng Shabbir Ahluwalia | Giấc mơ thiên đường | Đoạt giải | [ 8 ]  |
| 2015 | Aadhi Aabadi Women Acheivers Awards | Indian TV Actress                           | N/A                 | Đoạt giải | [ 9 ]  |
| 2015 | Television Style Awards             | Best Stylish Beti                           | Giấc mơ thiên đường | Đoạt giải | [ 10 ] |
| 2016 | Zee Gold Awards                     | Face of the year                            | Giấc mơ thiên đường | Đoạt giải | [ 11 ] |
| 2016 | Zee Rishtey Awards                  | Favourite Bahu                              | Giấc mơ thiên đường | Đoạt giải | [ 12 ] |
| 2016 | Zee Rishtey Awards                  | Favourite Kirdar                            | Giấc mơ thiên đường | Đoạt giải | [ 12 ] |
| 2016 | Zee Rishtey Awards                  | Best Jodi cùng Shabbir Ahluwalia            | Giấc mơ thiên đường | Đoạt giải | [ 13 ] |